# Feldmann Gyula
Feldmann Gyula (Szeged, 1890. november 16. – Budapest, 1955. október 31.) 10-szeres magyar válogatott labdarúgó, hátvéd, labdarúgóedző.

## Pályafutása

### Klubcsapatban
Feldmann Gyula Budapesten kezdte el pályafutását a Nemzeti SC-nél. Az 1910-ben klubot váltott és a Ferencvárosba igazolt, ahol 1917-ig szerepelt, onnan csatlakozott az MTK-hoz.
A kék-fehér csapat uralta a bajnokságot és ekkor Feldmann háromszoros bajnok lett az MTK-val (1918-tól 1920-ig).
1920 nyarán, egy német üzletember összerakott egy olyan magyar professzionális csapatot, ami egyéves németországi és európai körútra indult. Feldmann csatlakozott ehhez akárcsak Plattkó Ferenc, Pataki Mihály , Ging József, Nemes Sándor és Viola József. A körutat pár hét után le kellett fújni.
1922-ben a csehszlovák Makkabi Brünnbe igazolt. A Makkabi a csapatát magyar játékosokból toborozta . 1924-ben tavasszal, elbocsátották a klubtól, mert nem zsidó játékosokat szerződtettek.

### A válogatottban
1910-ben mutatkozott be a magyar válogatottban Ausztria ellen. Bár 1912-ben az olimpiai játékokra őt is jelölték a magyar 33-as keretbe, végül nem utazott Stockholmba. 1920 májusában lépett utoljára pályára a  válogatottban – megint Ausztria ellen ami 10. válogatottságát jelentette.

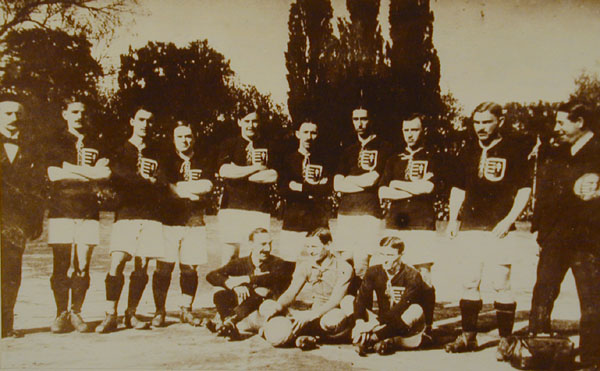
A magyar válogatott 1918 április 14-én. Magyarország-Ausztria 2-0. Balról: Hogan edző, Zsák, Konrád II, Kertész II, Szabó, Feldmann, Orth, Schlosser, Nemes, Ging, Fogl II, Schaffer

### Edzőként
1927-ben visszatért Magyarországra és a Hungáriához, ahol átvette az edzői munkát. 1927-ben a Hungáriával elődöntőig jutott a Közép-európai Kupában, ahol kizárták a csapatot Konrád Kálmán szerepeltetése miatt.
Egy rövid időre a Juventus Bukarest edzője is volt Romániában, de elfogadott egy ajánlatot Olaszországból, hogy honfitársával Csapkay Károllyal együtt irányítsák az Fiorentinát.
Weisz Árpáddal az Internazionale kispadján is megfordult és végül az FC Torino-ban fejezte be edzői munkásságát.
1934 márciusában  megbízott edzőként irányította a válogatott csapatot. Tóth Potya István nem utazhatott, mert költség kímélés miatt a kint élő Feldmann Gyula felajánlott segítségét úgy fogadták el, hogy odakint Ő irányította a csapatot.

## Statisztika

### Mérkőzései a válogatottban
| Magyarország | Magyarország      | Magyarország                    | Magyarország    | Magyarország | Magyarország | Magyarország | Magyarország | Magyarország |
| #            | Dátum             | Helyszín                        | Hazai           | Eredmény     | Vendég       | Kiírás       | Gólok        | Esemény      |
| ------------ | ----------------- | ------------------------------- | --------------- | ------------ | ------------ | ------------ | ------------ | ------------ |
| 1.           | 1910. november 6. | Budapest, Millenáris-pálya      | Magyarország    | 3 – 0        | Ausztria     | barátságos   | -            |              |
| 2.           | 1911. január 6.   | Milánó, Stadio Civico Arena     | Olaszország     | 0 – 1        | Magyarország | barátságos   | -            |              |
| 3.           | 1917. május 6.    | Bécs, WAC-Platz                 | Ausztria        | 1 – 1        | Magyarország | barátságos   | -            |              |
| 4.           | 1917. június 3.   | Budapest, Hungária körúti pálya | Magyarország    | 6 – 2        | Ausztria     | barátságos   | -            |              |
| 5.           | 1917. július 15.  | Bécs, WAC-Platz                 | Ausztria        | 1 – 4        | Magyarország | barátságos   | -            |              |
| 6.           | 1917. október 7.  | Budapest, Üllői úti pálya       | Magyarország    | 2 – 1        | Ausztria     | barátságos   | -            |              |
| 7.           | 1917. november 4. | Bécs, WAC-Platz                 | Ausztria        | 1 – 2        | Magyarország | barátságos   | -            |              |
| 8.           | 1918. június 2.   | Bécs, WAC-Platz                 | Ausztria        | 0 – 2        | Magyarország | barátságos   | -            |              |
| 9.           | 1919. október 5.  | Bécs, WAC-Platz                 | Ausztria        | 2 – 0        | Magyarország | barátságos   | -            |              |
| 10.          | 1920. május 2.    | Bécs, WAC-Platz                 | Ausztria        | 2 – 2        | Magyarország | barátságos   | -            |              |
|              | 1920. május 14.   | Pforzheim                       | Dél-Németország | 0 – 1        | Magyarország | barátságos   | -            |              |
|              | Összesen          |                                 |                 | 10           | mérkőzés     |              | 0            | gól          |